# Aceria anthocoptes
Aceria anthocoptes är en spindeldjursart som först beskrevs av Alfred Nalepa 1892.  Aceria anthocoptes ingår i släktet Aceria, och familjen Eriophyidae. Arten är reproducerande i Sverige.